# Square Jean-XXIII
Square Jean-XXIII je square v Paříži ve 4. obvodu. Nachází se na jihovýchodním cípu ostrova Cité. Bylo založeno roku 1844 a pojmenováno po papeži Janu XXIII. Zabírá plochu 10 797 m2. Z prostranství je výhled na sochařskou výzdobu, rozetová okna a opěrný systém východní části katedrály Notre Dame. Náměstí má parkovou úpravu, uprostřed stojí novogotická fontána Panny Marie z roku 1845. Nedaleko se nachází památník Mémorial des Martyrs de la Déportation.
V 17. století byl na tomto místě vybudován palác pařížských arcibiskupů, který však byl za povstání vypálen 14. února 1830 a v roce 1837 byl na místě paláce vybudován park. Současnou podobu náměstí získalo za prefekta Rambuteaua, který nechal zbořit i další středověké domy v okolí a vybudovat dnešní prostranství.